# Diario del ladro
Diario del ladro (Journal du voleur) è un romanzo parzialmente autobiografico di Jean Genet pubblicato nel 1949.
Il libro è dedicato a Jean Paul Sartre e al "Castoro", ovvero Simone de Beauvoir.

## Trama
La voce narrante è quella di un trentacinquenne che racconta la sua vita fatta di stenti e miseria in Spagna negli anni tra il 1932 e il 1940. Egli è un pederasta straccione che vive di furti e rapine e che si compiace del delitto; inizialmente risiede a Barcellona, dove condivide un appartamento con un gruppetto di parassiti ed anime perse come lui, tra cui Salvador, il suo amante, e Stilitano il quale a sua volta si ritrova ad essere innamorato di lui. 
In seguito, abbandonato da entrambi, vaga per le strade dell'Andalusia sopravvivendo di piccoli furti, truffe e prostituzione maschile (vende il suo corpo a vecchi facoltosi). Attraverserà poi la Francia fino a giungere a Marsiglia e recarsi da qui in Italia per dirigersi infine in Ungheria dove incontrerà Michaelis, un cantante che diverrà suo amante. Qui la sua grande ammirazione va a Java, un traditore senza legge né patria che s'è da poco arruolato nelle SS del Terzo Reich.
Nel 1936 ad Anversa ritrova Stilitano, nel frattempo arricchitosi grazie al traffico d'oppio e allo sfruttamento di prostituti maschi. Altri personaggi con cui si trova a convivere sono Armand e Robert, quest'ultimo un ladro che deruba gli omosessuali dopo averli adescati per strada.  
Durante uno dei suoi tanti soggiorni nelle patrie galere ha incontrato Guy, da cui ha una profonda rivelazione riguardante l'"arte sublime" del furto con scasso. Tornato a Parigi vive assieme a Lucien, suo fedele ed obbediente amico; con lui conoscerà per la prima volta nella sua vita la tranquillità domestica e la tenerezza sentimentale. Solo l'amore puro e sincero di Lucien riesce a condurlo più vicino ad una concezione in qualche maniera "morale" dell'esistenza. 
La narrazione si conclude con l'elogio sperticato della colonia penale nella Guyana francese, dove i galeotti condannati all'ergastolo continuano a trascinare la loro miserevole vita nei lavori forzati.

## Temi trattati
L'autore, che s'identifica col narratore, pur rielaborando e reinventandosi i fatti a volontà, espone qui sia i principi delle sue basi poetiche (lirismo epico del suo stile narrativo) ed etiche di sovversivo, nemico della legge e dell'ordine costituito ed amante dei peggiori criminali, nonché ammiratore affascinato dei nazisti in divisa alle parate militari.
L'inversione degli ideali è qui ed ora un fatto comune: il tradimento diventa l'ultima forma di devozione, la piccola delinquenza si trasforma in eroismo sfacciato di fronte al mondo borghese, infine la reclusione la massima forma di libertà a cui aspirare. Genet s'appropria del linguaggio cristiano creando una forma alternativa di trinità composta da omosessualità-furto-tradimento: ogni ladrocinio si configura come rituale quasi religioso ed il narratore si prepara ai suoi crimini come un monaco durante una veglia di preghiera. 
Nel saggio che Jean Paul Sartre gli dedica, intitolato Santo Genet, commediante e martire del 1952, paragona la prosa del "ladro omosessuale" ad un mito cosmogonico sacro, quindi molto più d'una semplice autobiografia che descrive le diverse fasi della sua vita di vagabondo: egli è un poeta che rivela la sua predilezione per il narcisismo più esasperato, tra gli stimoli estremi di santità e suicidio.

## Edizioni
- Diario del ladro, trad. Felice Dessì, Mondadori, Milano 1959
- Diario del ladro, trad. Giorgio Caproni, in Quattro romanzi, Il Saggiatore, Milano 1975
- Diario del ladro, trad. Giorgio Caproni, introduzione di Luciano Erba, Mondadori, Milano 1978 ISBN 88-04-15191-9
- Diario del ladro, trad. Giorgio Caproni, con uno scritto di Georges Bataille, ES, Milano 1992; 2010 ISBN 978-88-95249-49-0
- Diario del ladro, trad. Giorgio Caproni, introduzione e cura di Alberto Capatti, Il Saggiatore, Milano 2002-2017, ISBN 978-88-565-0117-9
- Diario del ladro, in Opere narrative, a cura di Dario Gibelli e Massimo Fumagalli, Il Saggiatore, Milano 2010 ISBN 978-88-428-1655-3